# Hôpital de Laakso
L'hôpital de Laakso (en finnois : Laakson sairaala) est un hôpital du HUS situé dans le quartier de Laakso à Helsinki en Finlande. 

## Présentation
L'hôpital de Laakso est spécialisé en neurologie. 
Il compte 13 services, un service d'hospitalisation à domicile, une polyclinique de neurologie et la Maison médicale de Laakso.

## Histoire
L'hôpital est construit dans les années 1920 pour soigner la tuberculose à partir de  1929. 
Les bâtiments sont conçus par Eino Forsman et ils ont gardé leur aspect d'origine.
Le bâtiment principal est mis en service en 1930, les autres bâtiments entrent en service jusqu'en 1938,.

## Galerie

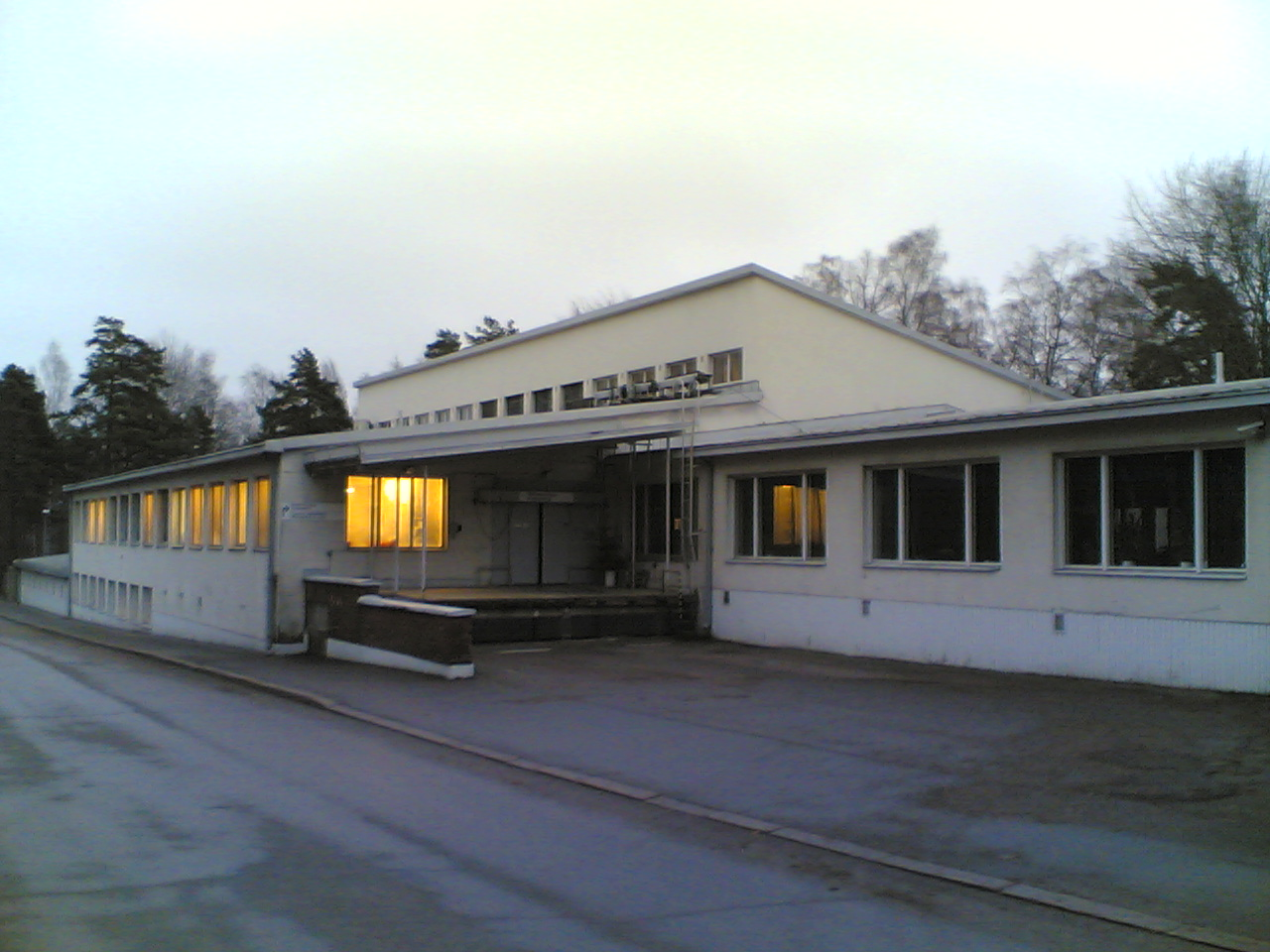
Entrée de Lääkärinkatu
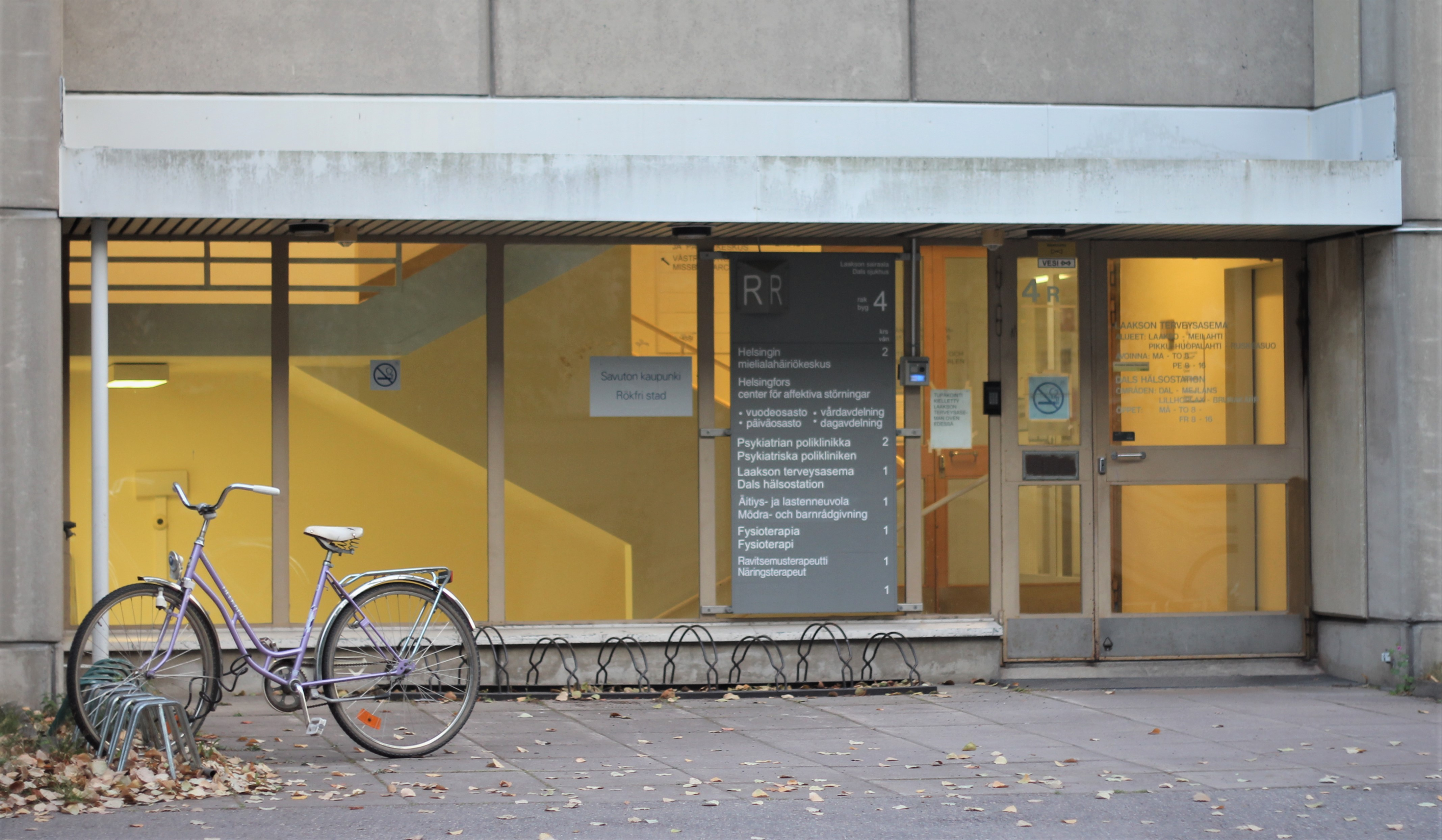
La maison médicale.
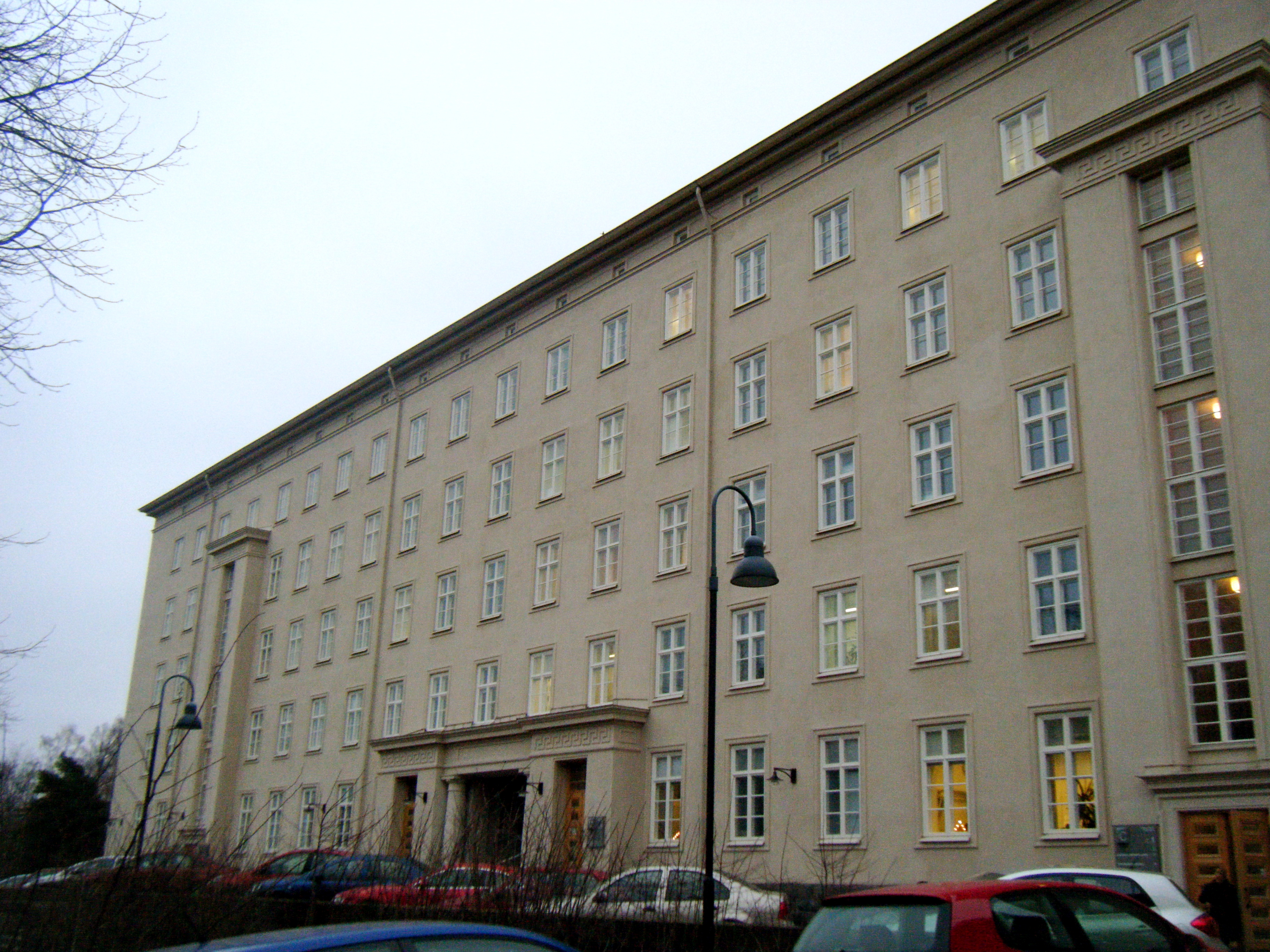
Bâtiment principal.
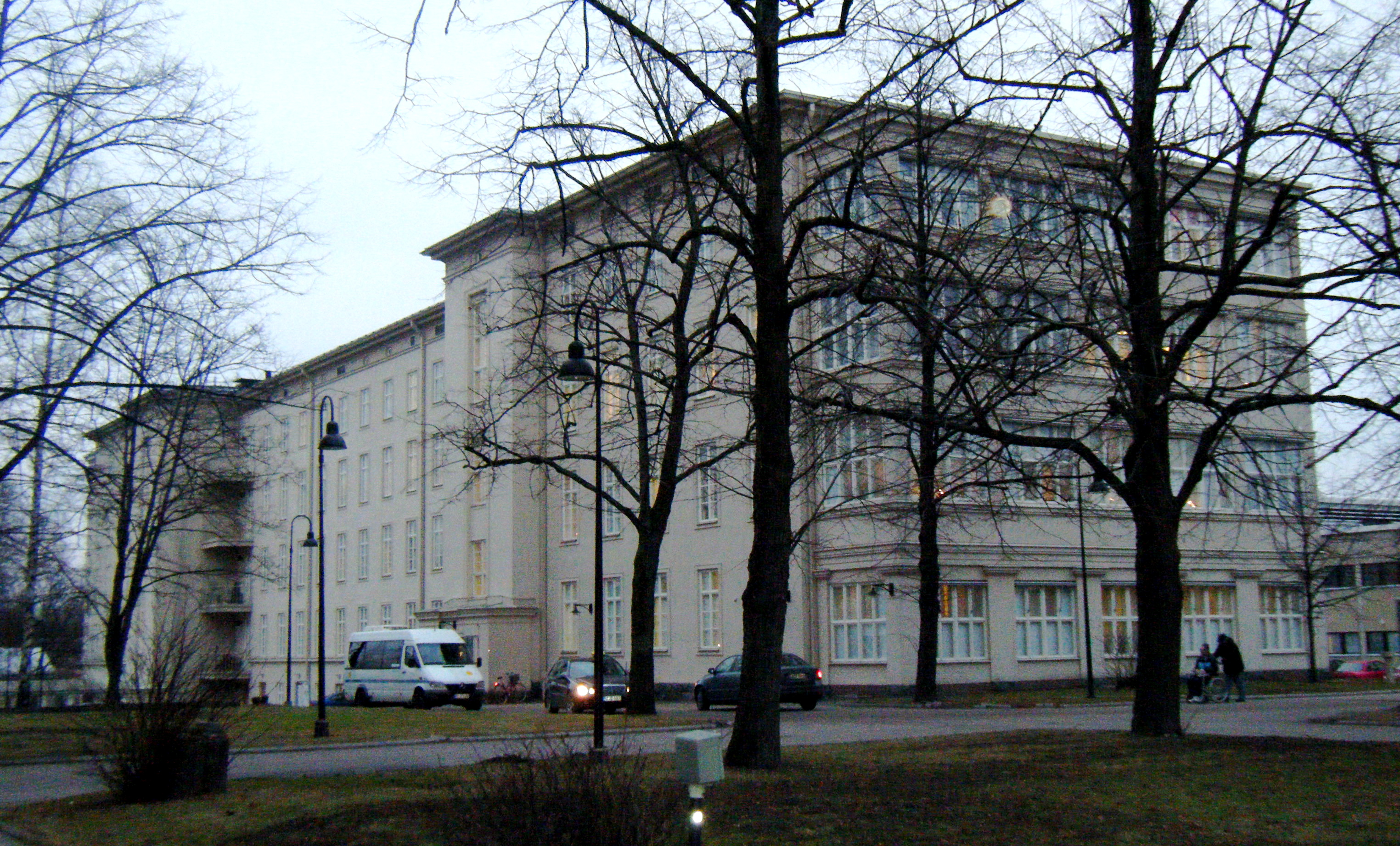
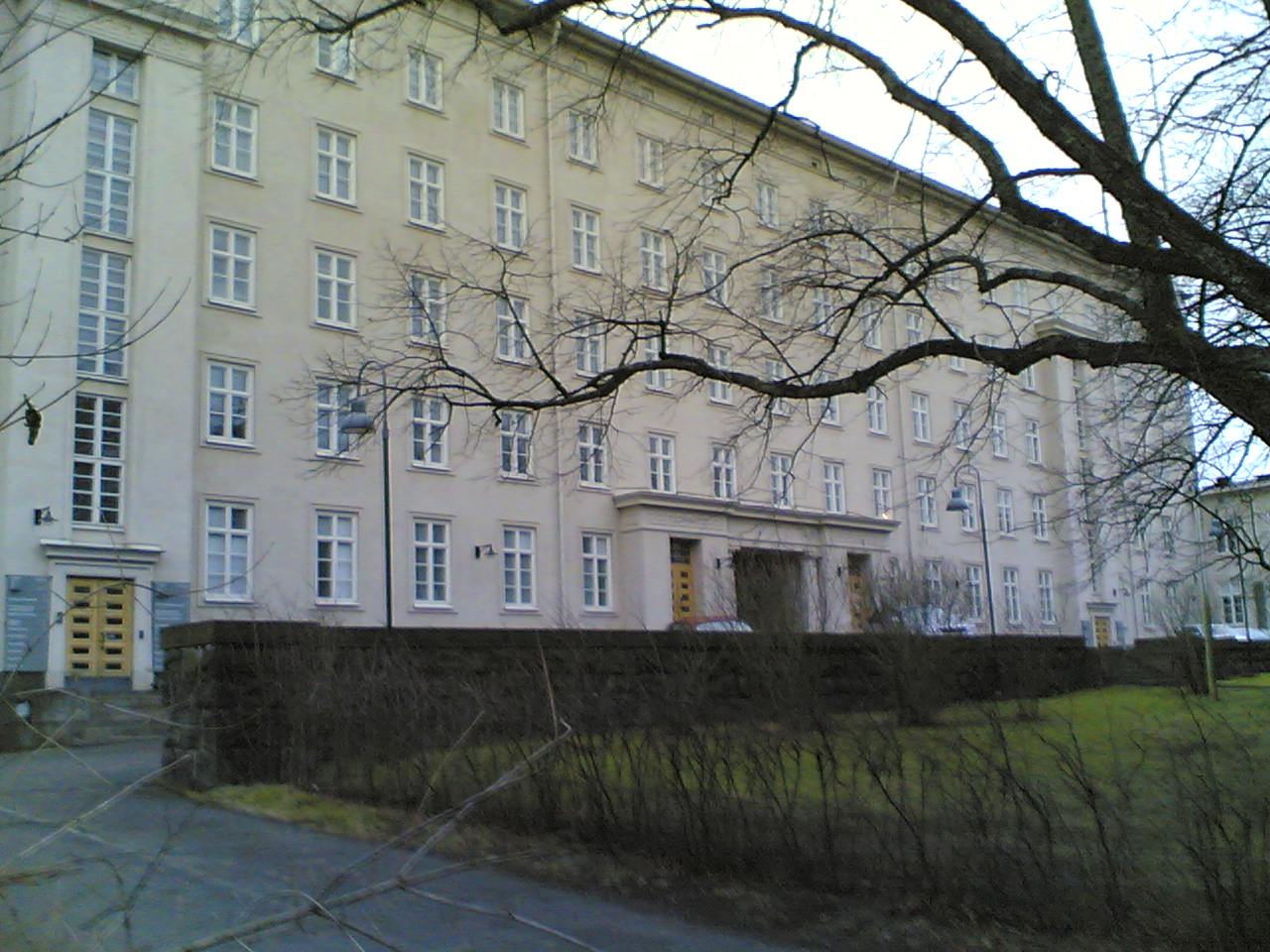